# ثيودورا بوسانكيه
ثيودورا بوسانكيه (3 أكتوبر 1880 - 1 يونيو 1961) هي كاتبة، وناقدة أدبية، ومحررة، وسكرتيرة لهنري جيمس، وحاصلة على رتبة الإمبراطورية البريطانية. عملت سكرتيرة تنفيذية للاتحاد الدولي للجامعيات، انضمت للعمل مع المجلة السياسية والأدبية تايم آند تايد، ثم أصبحت مديرة ومحررة أدبية لها. تعتبر مذكراتها، هنري جيمس في العمل (1924)، عملًا رائدًا في مجال السيرة النقدية.

## نشأتها
ولدت ثيودورا بوسانكيه في 3 أكتوبر 1880 في سانداون، جزيرة وايت، والدها هما جيرترود ماري فوكس (1854–1900)، وفريدريك تشارلز تيندال بوسانكيه (1847–1928). لقبتها عائلتها دورا. تلقت تعليمها في كلية شلتنهام للسيدات، وهي واحدة من أقدم المؤسسات التعليمية للنساء في إنجلترا، والتي تأسست عام 1853. درست علم الأحياء، والجيولوجيا، والفيزياء، وحصلت على درجة البكالوريوس من جامعة كوليدج لندن. التحقت بوسانكيه بمكتب سكرتارية ماري بيثربريدج في عام 1907، وتعلمت حينها مهارات الكتابة والكتابة المختزلة.

## هنري جيمس (1907-1916) وزمن الحرب

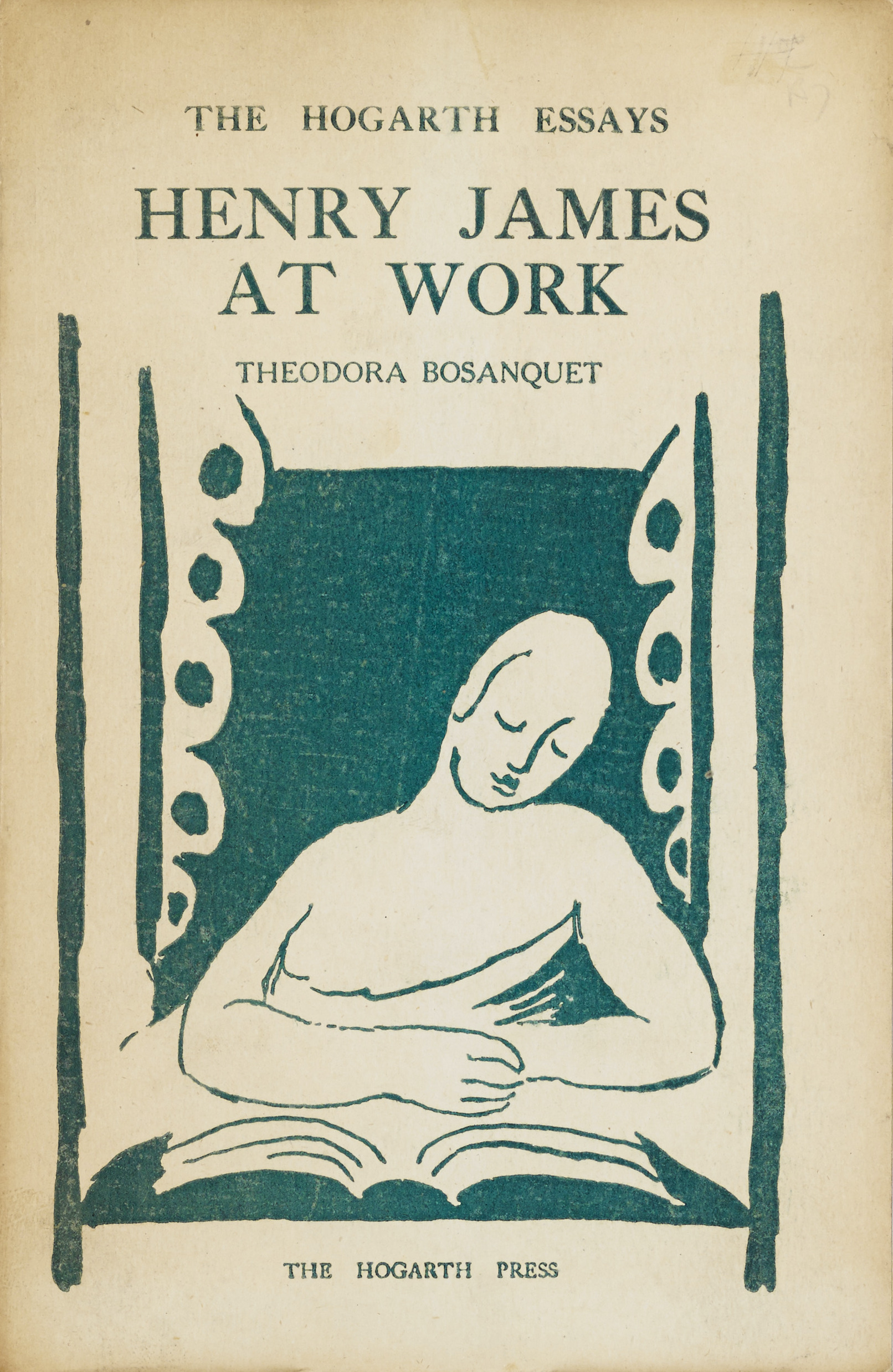
Henry James At Work

بدأت بوسانكيه العمل لدى هنري جيمس في عام 1907، كان ذلك بعد وقت قصير من عيد ميلادها السابع والعشرين. أجرى جيمس مراجعة لكتاباته لطبعة نيويورك المكونة من أربعة وعشرين مجلدًا، وتضمنت مهمة بوسكانيه نسخ التعديلات والإضافات إلى مجموعة أعمال جيمس الكبيرة. أعجبت بوسانكيه بأعمال جيمس، وقرأت كتاباته عندما كان في مرحلة ما قبل المراهقة. التزمت بوسكانيه بعملها، إذ وصفها جيمس ذات مرة، كاهنة ريمنجتن، واستمرت بالعمل معه حتى وفاته في عام 1916.
تدهورت حالة جيمس الصحية خلال الأشهر الأخيرة من حياته، لم يغير ذلك من التزام بوسانكيه وإخلاصها لعملها، بما في ذلك إبقاء أصدقاء الروائي على اطلاع دائم بحالته الصحية. أبعدت بوسكانيه مع غيرها من الكتاب مع وصول زوجة ويليام جيمس وابنته. توفي جيمس في عام 1916، رفضت بوسانكيه دعوة لتولي سكرتير وارتون في باريس، واختارت بدلًا من ذلك العمل في إدارة استخبارات التجارة الحربية ووزارة الغذاء خلال العامين الأخيرين من الحرب العالمية الأولى. حصلت على وسام الإمبراطورية البريطانية لعملها في زمن الحرب في عام 1919.
كتبت بوسانكيه عددًا من المقالات عن جيمس لمجلات في إنجلترا وأمريكا، بما في ذلك مجلة فورتنايتلي ريفيو، والمجلة الأمريكية الحديثة ذا ليتل ريفيو (1918). عدلت لاحقًا مقالة المراجعة الصغيرة إلى مذكرات، ونشرتها مطبعة هوغارث في عام 1924 تحت عنوان هنري جيمس في العمل، وأعيد طبعها، بعد تنقيحها قليلًا، في عام 1927. يُنظر إلى هذه المذكرات اليوم على أنها عمل رائد في السيرة الذاتية النقدية، وتعتبر ذات قيمة خاصة بالنسبة لبوسانكيه لظهورها بصفة الكاتبة الصادقة والشاهدة الأمينة على قصة جيمس.

## سنوات ما بعد الحرب
أصبحت بوسانكيه سكرتيرة الاتحاد الدولي للجامعيات في عام 1920، تأسست هذه المنظمة في عام 1919 لتعزيز التفاهم والصداقة الدوليين بين النساء الجامعيات حول العالم. شغلت هذا المنصب لمدة خمسة عشر عامًا أي حتى عام 1935. عملت في هذا العام محررة أدبية في مجلة تايم آند تايد، وهو المنصب الذي شغلته لمدة ثماني سنوات، قبل تعيينها في مجلس الإدارة الذي استمرت فيه حتى عام 1958. كان بوسانكيه الناقدة الأدبية للمجلة منذ عام 1927، ساهمت بمقالات عن الفن والسيرة الذاتية والأدب الحديث. بالإضافة إلى عملها الصحفي، كتبت ونشرت دراسات عن هارييت مارتينو، وبول فاليري.
منذ أوائل ثلاثينيات القرن العشرين، طورت بوسانكيه علاقة وثيقة مع مؤسسة صحيفة تايم آند تايد، ليدي مارغريت روندا، وعاشتا معًا منذ عام 1933. كانت الاثنتان من الناشطات النسويات والمطالبات بحق المرأة في التصويت، وشريكتا حياة لمدة 25 عامًا، تنقلتا بين منازلهما في لندن وكنت حتى وفاة الليدي روندا في عام 1958.